# Pedro Bandeira
Pedro Bandeira de Luna Filho (Santos, 9 de março de 1942) é um escritor brasileiro de livros infanto-juvenis. Ele adquiriu notoriedade em 1983, com o lançamento de O Dinossauro Que Fazia Au-au, seu livro infantil de estreia e passou a dedicar-se exclusivamente a autoria de títulos infanto-juvenis. Bandeira tornou-se autor  de mais de 100 obras, entre contos, poemas e narrativas de diversos gêneros – incluindo o grande êxito juvenil A Droga da Obediência (1984), que originou a série de seis títulos de nome Os Karas. Além destes, tornou-se reconhecido por livros como A Marca de uma Lágrima (1985) e O Fantástico Mistério de Feiurinha (1986), este último recebeu uma adaptação cinematográfica em 2009.
Ao longo de sua carreira como escritor, Bandeira recebeu diversos prêmios, incluindo o Troféu APCA da Associação Paulista de Críticos de Arte e o Prêmio Jabuti, da Câmara Brasileira do Livro. Suas contribuições para a literatura brasileira, o tornaram o autor de literatura juvenil mais vendido do país, com vinte e oito milhões de exemplares até março de 2022.

## Vida pessoal
Pedro Bandeira de Luna Filho nasceu em 9 de março de 1942 no litoral de São Paulo filho póstumo de Pedro Bandeira de Luna, falecido seis meses antes do seu nascimento aos 35 anos de idade, e de Hilda Victor dos Santos. Em sua cidade natal dedicou-se ao teatro amador.
Em 1961 mudou-se para a capital paulista para cursar Publicidade na Universidade de São Paulo, onde também se casou e teve três filhos: Rodrigo, Marcelo e Maurício.

## Carreira
Além de ser professor, trabalhou em teatro profissional até 1967 como ator, diretor, cenógrafo e com teatro de bonecos. Mas, desde 1962, Pedro já trabalhava também na área de jornalismo e publicidade, começando no jornal Última Hora, sucursal de São Paulo, e mais tarde na Editora Abril, onde escreveu para diversas revistas e fascículos. Como freelancer, desde 1972 passou a escrever pequenas histórias para revistas de banca desta e de outras editoras.
Seu primeiro livro foi O Dinossauro Que Fazia Au-au, voltado para as crianças, que fez um grande sucesso. Mas foi com A Droga da Obediência, voltado para adolescentes (que ele considera seu público alvo) que ele se consagrou, tendo já este título vendido 1,6 milhão de exemplares até 2012. Além deste, O Fantástico Mistério de Feiurinha, que ganhou o Prêmio Jabuti de 1986, logo se tornou um clássico.
A partir de 1983, Pedro Bandeira dedicou-se inteiramente à literatura. Pedro chegou a vender mais de um milhão de livros em um único ano (1996) - em toda a carreira, são mais de 23 milhões de exemplares vendidos até 2012. É considerado o autor de literatura juvenil com o maior número de obras vendidas.

## Entrevistas
Em 2008, entrevistado pelo Museu da Pessoa, Pedro Bandeira de Luna Filho compartilhou um pouco da sua história de vida, desde as memórias de infância, em que passava grande parte do tempo lendo livros e gibis; os anos em que trabalhou como editor e o contato que teve com escritores da literatura infantil e críticos literários; também rememorou o momento de inspiração para a sua série Os Karas, ocorrida durante uma crise de dor de cabeça. Durante a entrevista, Pedro Bandeira fala sobre a maneira como a literatura é apresentada às crianças nas escolas e a leitura imposta como uma obrigação e não divertimento. Em certo momento, Pedro comenta um dos seus livros mais famosos, A Droga da Obediência:
"Eu escrevi aquilo que o Monteiro Lobato me ensinou: é preciso aprender a desobedecer. Desobedecer para saber um caminho melhor é difícil. Você tem que ter estudado e pensado e honestamente tentar descobrir uma alternativa para aqueles caminhos de uma geração que quer apenas repetição apenas, a geração conservadora, querem que a gente crie. É difícil desobedecer. Então por isso esse livro é um sucesso, ele fala de uma maneira positiva de desobedecer. Desobedecer é falar: 'Tá bom, mamãe e papai, mas eu vou caçar um caminho um pouco melhor, o mundo precisa crescer, precisa mudar, ir pra frente. Eu parto do que você me ensinou, mas não vou repetir o que você me ensinou. Eu vou procurar um outro caminho, só desobedecendo você acha outro caminho.' Então meu personagem principal diz: 'A obediência só leva a repetição de velhos erros. É a desobediência que muda o mundo.' Por isso esse livro já vendeu um milhão e meio de exemplares no Brasil. Um milhão e meio, um pouquinho mais."

## Obras

### Infantis
- O Dinossauro Que Fazia Au-au (1983)
- É Proibido Miar (1983)
- A Onça e o Saci (1996)
- Cavalgando o Arco-Íris
- Mais Respeito, Eu Sou Criança!
- O Pequeno Pode Tudo
- Por Enquanto Sou Pequeno
- Uma Ideia Solta no Ar
- A Mentira Cabeluda

### Juvenis

#### SérieOs Karas
- A Droga da Obediência (1984)
- Pântano de Sangue (1987)
- Anjo da Morte (1988)
- A Droga do Amor (1994)
- Droga de Americana! (1999)
- A Droga da Amizade (2014)

#### Outros títulos
- A Marca de uma Lágrima (1985)
- O Fantástico Mistério de Feiurinha (1986)
- Agora Estou Sozinha... (1988)
- O Mistério da Fábrica de Livros (1994)
- O Grande Desafio (1996)
- Descanse em Paz, Meu Amor (1996)
- Gente de Estimação  (1996)
- Prova de Fogo (1999)
- Brincadeira Mortal (2000)
- O Pequeno Dragão
- O Pequeno Fantasma
- Alice no País da Mentira
- Aqueles Olhos Verdes
- A Contadora de Histórias
- A Eleição da Criançada
- A Escola da Vida
- A Hora da Verdade
- A Menina Danadinha
- Amor Impossível, Possível Amor
- As Cores de Laurinha
- Como Conquistar Essa Garota
- Garrote, Menino Coragem
- Histórias Apaixonadas
- Malasa venturas, Safadezas de Malasartes
- Mariana
- Minha Primeira Paixão
- O Beijo Negado
- O Medo e a Ternura
- O Melhor Presente
- O Monstro do Mar
- O Poeta e o Cavaleiro
- O Primeiro Amor de Laurinha
- O Reizinho da Estrada
- Rosaflor e a Moura Torta
- Esse Pequeno Mundo

### Adultas
- Melodia Mortal (2017)

## Prêmios e honrarias
Em 2003, Bandeira recebeu o Título de Cidadão Paulistano pela Câmara Municipal de São Paulo. Posteriormente, em 2011, recebeu o Título de Cidadão Sanroquense pela Câmara Municipal de São Roque. No ano seguinte, Bandeira recebeu a Medalha ao Mérito Brás Cubas da Câmara Municipal de Santos.
Seus prêmios incluem:
- 1986: 28º Prêmio Jabuti na categoria Literatura Infantil com O Fantástico Mistério de Feiurinha.[4]
- 1986: Troféu APCA na categoria Livro Juvenil com A Marca de uma Lágrima.
- 1992: Prêmio Adolfo Aizen (Academia Brasileira de Letras e União Brasileira de Escritores) na categoria de Melhor Livro Infantil com Chá de Sumiço.
- 2001: Prêmio Altamente Recomendável Fundação Nacional do Livro Infantil e Juvenil na categoria Tradução-Informativo com A Princesa e o Pintor.
- 2001: Prêmio Altamente Recomendável Fundação Nacional do Livro Infantil e Juvenil na categoria Reconto com Caras, carinha e caretas – alimentos com sentimentos.